# Paracis campanulifera
Paracis campanulifera is een zachte koraalsoort uit de familie Plexauridae. De koraalsoort komt uit het geslacht Paracis. Paracis campanulifera werd in 1910 voor het eerst wetenschappelijk beschreven door Nutting. 